# Абрамов, Михаил Егорович
Михаи́л Его́рович Абра́мов (1912, Тихвинка, Тамбовская область — 27 июля 1967, Тамбовская область) — наводчик орудия 3-й батареи 1091-го пушечного артиллерийского полка Резерва Главного Командования, ефрейтор — на момент представления к награждению орденом Славы 1-й степени.

## Биография
Родился в 1912 году в деревне Тихвинка (ныне — Кирсановского района Тамбовской области). После школы работал в колхозе. В 1932 году окончил горный техникум в городе Щербиновка Донецкой области. Работал горным мастером на шахтах Донбасса.
В Красной Армии с 5 февраля 1942 года. В боях в Великую Отечественную войну с мая 1942 года. На фронте стал наводчиком орудия, в составе 1091-го пушечного артиллерийского полка Резерва Главного Командования, участвовал в боях под Ржевом. В трудных условиях лесисто-болотистой местности от артиллеристов требовалась предельная точность, выдержка и выносливость. Ефрейтор Абрамов был расчётлив, боеприпасы расходовал экономно, с толком. 5 марта 1943 года за отличие в боях награждён медалью «За боевые заслуги». Член ВКП/КПСС с 1944 года.
18 июля 1944 года при прорыве обороны противника западнее города Ковель ефрейтор Абрамов вместе с бойцами расчёта подавил 3 батареи противника и уничтожил дзот, огонь которого особенно мешал продвижению стрелковых подразделений. Своим огнём способствовал захвату 4-орудийной батареи, танка и 2 тягачей. Приказом от 6-й артиллерийской дивизии от 20 августа 1944 года ефрейтор Абрамов Михаил Егорович награждён орденом Славы 3-й степени.
С 14 января 1945 года 1091-й артиллерийский полк действовал в полосе 25-го стрелкового корпуса, прорывавшего оборону противника юго-западнее города Пулавы. Погода была нелётной, шёл снег. Вся тяжесть огневого обеспечения стрелковых частей легла на артиллерию непосредственной поддержки пехоты. За семь дней боёв, 14-17 января, расчёт орудия в котором наводчиком был ефрейтор Абрамов, подавил две артиллерийские батареи 150-мм гаубиц и уничтожил свыше полутораста вражеских солдат и офицеров. 30 января 1945 года войска 25-го стрелкового корпуса форсировали реку Одер и вступили на территорию Германии. Приказом от 11 февраля 1945 года ефрейтор Абрамов Михаил Егорович награждён орденом Славы 2-й степени.
Ожесточённые бои на одерском плацдарме длились больше месяца. Только за один день, 2 марта 1945 года, ефрейтор Абрамов в составе расчёта подавил огонь двух вражеских артиллерийских батарей и истребил около пятидесяти противников.
С 6 по 8 марта в боях в районе города Кюстрин ефрейтор Абрамов заменил раненого командира орудия. Артиллеристы, возглавляемые им, уничтожили склад с горючим, противотанковую пушку и около двадцати вражеских солдат.
Указом Президиума Верховного Совета СССР от 31 мая 1945 года за образцовое выполнение заданий командования в боях с немецко-вражескими захватчиками на заключительном этапе Великой Отечественной войны ефрейтор Абрамов Михаил Егорович награждён орденом Славы 1-й степени. Стал полным кавалером ордена Славы.
В 1945 году М. Е. Абрамов был демобилизован. Вернулся на родину. Более 20 лет работал на станции Иноковка Тамбовской дистанции пути Юго-Восточной железной дороги. Скончался 27 июля 1967 года после тяжёлой болезни. Похоронен в селе Ковылка Кирсановского района Тамбовской области.

## Награды
- медаль «За боевые заслуги» (5.3.1943)[1]
- орден Славы 1-й (31.5.1945), 2-й (11.2.1945) и 3-й (20.8.1944) степеней.